# 环秀禅寺
环秀禅寺，位于北京市房山区青龙湖镇晓幼营村西，是汉传佛教寺院。

## 简介
房山区青龙湖镇晓幼营村西的吕峪沟，因为有环秀禅寺、广智禅寺，而被当地村民俗称为“庙沟”。这里过去长年的开山采石，导致植被破坏，环境恶化。环秀禅寺四面环山，占地约5亩。环秀禅寺始建于明朝成化年间。该寺坐南朝北，占地面积约3340平方米。1990年代时，正殿完好。正殿面阔12.3米（三间），为无梁殿建筑。殿内为高7米的穹窿顶。对面墙上有券顶的佛龛3个，下有连通的须弥座。须弥座和佛龛都是汉白玉垒砌。须弥座高1.1米，长6.3米。佛龛各高1.6米，直径1.3米、进深1.2米。殿前有月台，长8.5米，宽2.3米，高1米。月台上立有螭首龟趺碑记一通。
环秀禅寺正殿内的石刻非常精美，被誉为“石雕艺术殿堂”。正殿为砖石无梁结构，是北京地区现存很少的佛教密宗建筑。石拱形汉白玉门窗券面上浮雕有人物、花卉、狮、象、鱼、羊、麒麟等。
环秀禅寺早年曾香火不断。1950年代，环秀禅寺正殿内的佛像已无存，但其他建筑构件仍完好。后来吕峪沟来了开山采石的工人，曾在寺内搭建过工棚，还偶尔来寺内上香求平安。从1990年代末开始，环秀禅寺遭到文物贩子疯狂掠夺，不分昼夜前来盗取石雕等文物。房山区文物部门及当地青龙湖镇政府则没有采取任何有效的文物保护措施。
到2010年代，环秀禅寺的石刻已基本上全部被毁，寺内遍布盗坑，景象极为凄惨。正殿券门及一扇券窗上的石雕全部被盗毁。殿内汉白玉佛龛的券面被大面积损毁。狮子浮雕的头部被盗走，宝轮石刻全部被消盗走。殿外两侧各有一通石碑，但两碑不是龟趺的头部被盗走，就是碑身被砸断。截至2016年6月，环秀禅寺的正殿不仅石刻被毁，还存在大大小小的盗坑6处。其中，殿门前的月台上有一处小盗坑。正殿内是个直径约2米、深约1米的盗坑。殿内一侧墙壁上有个大盗坑，暴露出青砖白灰。佛龛正上方有一处小盗坑。正殿后墙正中位置有个大盗坑，青砖被砸开三层。屋顶正脊下方也有一个盗坑，该盗坑的位置高出地面约6米。屋顶正脊上的瓦件全被砸出小窟窿。从盗坑位置判断，偷盗者是新手，想寻找镇殿宝物。
2014年1月4日晚，有一伙人偷盗环秀禅寺正殿佛龛顶部的藻井石刻。次日，这伙人将石刻搬到环秀禅寺门口时，被群众发现并报警，两名犯罪嫌疑人当场被逮捕。经鉴定，被盗石刻系国家三级文物。后来在庭审过程中，犯罪嫌疑人的辩护律师提出“文保标识缺失的问题”，认为有关部门疏于管理，未安装任何文物保护标识，当事人不知道是文物。
1986年，环秀禅寺被公布为北京市房山区文物保护单位。但直到29年后的2015年10月，才由北京市房山区文物保护所为环秀禅寺挂上北京市房山区文物保护单位牌。